# 1900年の航空
< 1900年
1890年代の航空 - 1900年の航空 - 1901年の航空

## 航空に関する出来事

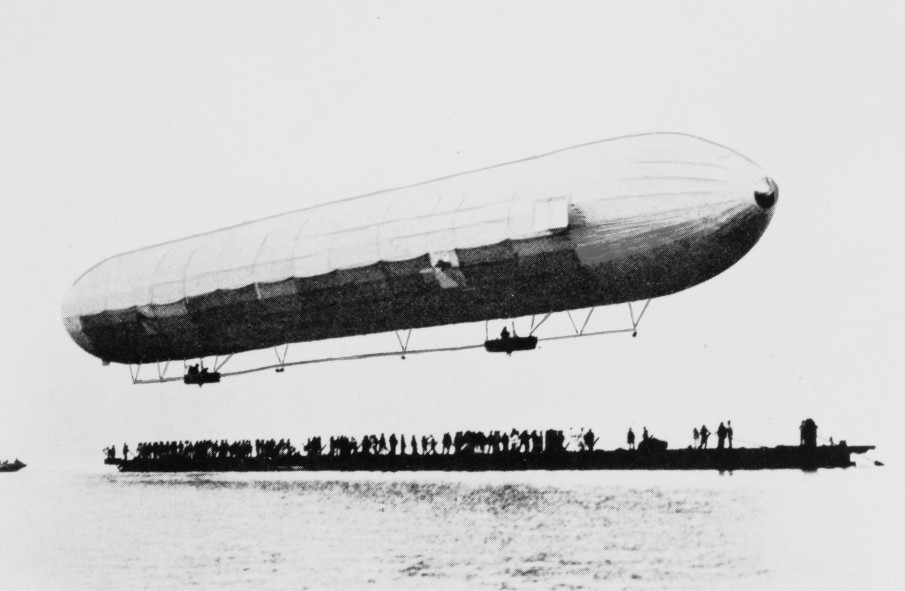
ツェッペリン LZ-1

- 7月2日 - フェルディナント・フォン・ツェッペリン伯爵が、初の硬式飛行船ツェッペリン LZ-1を初飛行させる。
- 9月30日 - アンリ・デラボーが気球、Le Centaure 号で21時間34分で1,237 kmの飛行を行い、ロシアのBresc-Konyaskiにまで到達した。
- 9月 - ライト兄弟が「グライダー No.1」を初めは凧として、後にはグライダーとして飛ばす。
- 1900年 - オーストリアの発明家、ヴィルヘルム・クレスが動力に18馬力の内燃機関を使用した水上機を製作を始める。
- 1900年 - 二宮忠八が、玉虫型飛行器の製作を開始（1909年頃にライト兄弟の飛行機の存在を知り、エンジン製作を前にして研究を断念）。
- 1900年 - トーマス・スコット・ボールドウィンが、エンジン付の気球を製作した。
- 1900年 - 山田猪三郎が、山田式気球の特許を得る。